# Tuilerie romaine des Bois de Chancy

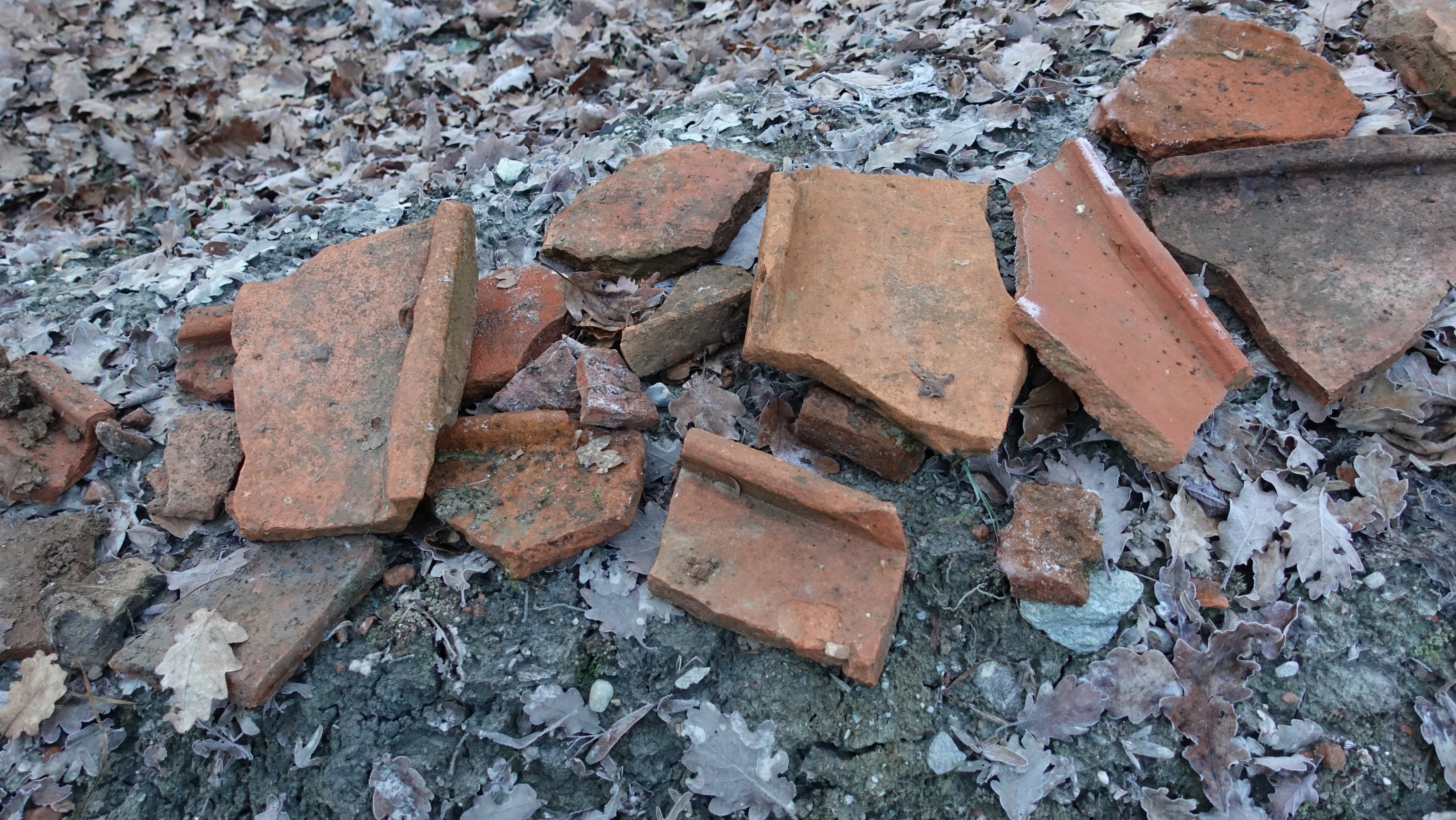
Quelques tuiles romaines brisées.

La tuilerie romaine des Bois de Chancy (ou four à tuiles romain du bois de Fargout à Chancy) est un site archéologique  situé sur le territoire de la commune genevoise de Chancy, en Suisse.

## Description
Il s'agit des restes de fours romains qui ont dû fonctionner entre 200 av. J.-C. et le VIIe siècle après J.-C.. Le four est bien conservé dans l'ensemble, à part quelques éléments qui n'ont pas survécu à la fouille de 1918.
En 2009, le service cantonal d’archéologie a entrepris des nouvelles fouilles sur ce site archéologique. Un deuxième four, inconnu jusqu'alors, a également été découvert dans le cadre de ces travaux. Selon l’archéologue cantonal, ce site ne pourra pas être conservé tel quel une fois les travaux de fouilles terminés. Après un important travail de relevés, de photographies et de documentation, il était à nouveau recouvert avec de la terre .